# Liste der Monuments historiques in La Ferté-Gaucher
Die Liste der Monuments historiques in La Ferté-Gaucher führt die Monuments historiques in der französischen Gemeinde La Ferté-Gaucher auf.

## Liste der Bauwerke
| Bezeichnung                        | Beschreibung              | Standort              | Kennzeichnung | Schutzstatus | Datum | Bild           |
| ---------------------------------- | ------------------------- | --------------------- | ------------- | ------------ | ----- | -------------- |
| Ehemalige Prioratskirche St-Martin | Erbaut im 11. Jahrhundert | Rue du Prieuré (Lage) | PA77000021    | Inscrit      | 2004  | weitere Bilder |

## Liste der Objekte
Zum Verständnis siehe: Kirchenausstattung
- Monuments historiques (Objekte) in La Ferté-Gaucher in der Base Palissy des französischen Kultusministeriums